# Скворцов В'ячеслав Михайлович
Скворцов В'ячеслав Михайлович — український режисер.
Народився 19 листопада 1939 року у місті Лебедин Рязанської області. У 1971 році закінчив Київський державний інститут театрального мистецтва ім. І.Карпенка-Карого. Працює на студії «Укртелефільм», де створив стрічки: Ім'я твоє (1989), «Євген Станкович» (1993), «Борис Лятошинський» (1994), «Віч-на-віч з оркестром» (1995), «Українські старовинні інструменти» (1996, співавтор сценарію).
Член Національної Спілки кінематографістів України.